# Periscyphis albus
Periscyphis albus är en kräftdjursart som beskrevs av Friedhelm Erhard och Helmut Schmalfuss 1997. Periscyphis albus ingår i släktet Periscyphis och familjen Eubelidae. Inga underarter finns listade i Catalogue of Life.